# Басс, Ханс-Генрих
Ханс-Генрих Басс (род. 1 апреля 1954 в Камене, Северный Рейн-Вестфалия) — немецкий экономист и историк экономики. С 2000 года Басс является профессором экономики со специализацией по международным экономическим отношениям в Университете прикладных наук Бремена (нем. Hochschule Bremen, Германия).

## Биография
С 1972 по 1978 гг. Басс изучал экономику, этнологию, а также экономическую и социальную историю в Вестфальском университете имени Вильгельма и окончил обучение в качестве дипломированного экономиста. После промежуточной трудовой деятельности (среди прочего как доцент Института Гёте) Басс получил в 1990 степень кандидата наук (Dr. rer. pol.) под руководством Ричарда Тилли в Мюнстере с диссертацией в области экономической и социальной истории. Ханс-Генрих Басс работал научным сотрудником при Small Enterprise Promotion and Training Programme (сегодня Университет Лейпцига) и профессором-ассистентом в Институте мировой экономики и международного менеджмента Университета Бремен. Он преподавал в качестве приглашенного профессора в Айчевском Университете, Тоёхаси (Япония), Университете Бенин, Бенин-Сити (Нигерия), Всероссийской Академии Внешней Торговли, Москва (Россия), Jiaotong Daxue (Транспортном Университете), Сиань (Китай) и Университете Якобса, Бремен. Басс является директором Института транспорта и развития в Университете прикладных наук Бремен и руководителем международной специальности «Экономика».

## Научная деятельность
Басс занимается научной деятельностью в сферах мировой экономики, экономики развития, а также социальной и экономической истории. Он является соиздателем ежегодника о перспективах развития Африки «African Development Perspectives Yearbook». Басс давал научные консультации многим международным и общественным организациям по помощи в развитии, среди прочего Организации Объединённых Наций по промышленному развитию и немецкой благотворительной организации «Мировая помощь голодным» (Deutsche Welthungerhilfe). Среди консультируемых также и независимая, некоммерческая организация «Foodwatch».

## Научные и политически-экономические взгляды
В экономических научных работах Басс является представителем неортодоксального подхода, хотя вначале преобладали неомарксистские, а позднее неошумпетерианские влияния. Являясь учеником Ричарда Тилли, в истории экономики с методической точки зрения он причисляется к (умеренным) клиометрикам. Он принадлежит к Бременской школе экономики развития.
Басс вступается за экологические перемены в мировом сельском хозяйстве, за индустриальную экономику ориентированную на инновации и направленную на малые и средние предприятия, в том числе и за более сильный государственный контроль транснациональных компаний и международных финансовых рынков.